# Stenocereus yunckeri
Stenocereus yunckeri là một loài thực vật có hoa trong họ Cactaceae. Loài này được (Standl.) P.V. Heath miêu tả khoa học đầu tiên năm 1996.